# Нікішине (зупинний пункт)
Нікі́шине — пасажирська зупинна залізнична платформа Донецької дирекції Донецької залізниці.
Розташована в с. Нікішине, Шахтарський район, Донецької області на лінії Чорнухине — Торез між станціями Рідкодуб (4 км) та Кумшацький (4 км).
Через військову агресію Росії на сході України транспортне сполучення припинене.